# Kepler-160
Kepler-160 è una nana gialla situata nella costellazione della Lira, a 3140 al di distanza dal sistema solare. Ha un raggio di poco superiore a quello del Sole e una temperatura di soli 300 °C più bassa del Sole.

## Sistema planetario
Il telescopio spaziale Kepler ha osservato la stella tra il 2009 e il 2013 e, tramite il metodo del transito, ha individuato due pianeti in orbita attorno ad essa. Si tratta di un nettuniano caldo e di una super Terra estremamente vicini a Kepler-160. 
Nel 2020 è stata confermata la presenza di un terzo pianeta non osservabile per transito, Kepler-160 d. In una ricerca dell'Istituto Max Planck, con collaborazione da parte della NASA e dell'Università della California, è stata individuata una variazione nell'orbita di Kepler-160 c, inizialmente attribuita a Kepler-160 d, ma in seguito collegata a un nuovo candidato ad esopianeta, chiamato KOI-456.04. Se venisse confermato avrebbe un raggio di 1,9 R⊕ e con un periodo di 378 giorni, in un'orbita situata nella zona abitabile della stella. Con un'atmosfera simile a quella terrestre riceverebbe il 93% della radiazione che riceve la Terra e avrebbe una temperatura media di circa 5 C°. Per ora (2020) la possibilità che si tratti di un pianeta è dell'85% e per averne la conferma occorrerebbero le prestazioni del telescopio spaziale PLATO, previsto per il 2026, che operando con un massimo di 24 telecamere in modalità sincrona sarebbe in grado di rilevare due transiti necessari per la conferma del pianeta
Prospetto del sistema
| Pianeta     | Tipo             | Massa    | Raggio   | Periodo orb.     | Sem. maggiore  | Scoperta |
| ----------- | ---------------- | -------- | -------- | ---------------- | -------------- | -------- |
| b           | Super Terra      | 3,59 M⊕  | 1,715 r⊕ | 4,3 giorni       | 0,055 UA       | 2014     |
| c           | Nettuniano caldo | 13,6 M⊕  | 3,76 r⊕  | 13,7 giorni      | 0,119 UA       | 2014     |
| d           | ?                | 1-100 M⊕ | —        | 28,5±21,5 giorni | 0,165±0,105 UA | 2020     |
| KOI-456.04* | Super Terra      | —        | 1,91 r⊕  | 378,42 giorni    | 1,089 UA       | 2020     |

* = Da confermare